# Ruschia pauciflora
Ruschia pauciflora är en isörtsväxtart som beskrevs av L. Bol. Ruschia pauciflora ingår i släktet Ruschia och familjen isörtsväxter. Inga underarter finns listade i Catalogue of Life.